# Divergencia (vektoranalízis)

A színátmeneteket jelző kék vonalak a legvilágosabbtól a legsötétebbig. A divergencia operátor lehetővé teszi ennek a színátmenetnek a változásának lokális kiszámítását

Egy vektormező divergenciájának szemléltetése, itt a sebességmező balra konvergál és jobbra divergál

A divergencia (ahogy a gradiens és a rotáció) a vektoranalízis egyik differenciáloperátora. Mind differenciálgeometriai, mind fizikán belüli alkalmazásai jelentősek. Legszemléletesebb képét az áramlástanban nyeri el, ahol azt mutatja meg, hogy egy kis térfogatból mennyi folyadék áramlik ki. Ha a térfogatban folyadékforrás van, akkor a divergencia pozitív, ha nyelő, akkor negatív, ha a folyadék csak keresztüláramlik a vizsgált térfogatrészen, akkor a divergencia nulla. Mindezek miatt a divergenciát néha forráserősségnek is nevezik a középiskolai fizikatankönyvek.
Másrészt a differenciálegyenletek elméletében gyakran csak koordinátáival hivatkoznak rá, ami annak köszönhető, hogy kifejezhető parciális deriváltak összegeként.

## Háromdimenziós eset
Legyen v : R3{\displaystyle \rightarrow }R3 egy nyílt halmazon értelmezett differenciálható függvény (vektormező). Tekintsük valamely r pontban a v Fréchet-deriváltjának sztenderd bázis szerinti koordinátamátrixát (Jacobi-mátrix). E mátrix főátlóbeli elemeinek összegét (spurját vagy nyomát) nevezzük a v divergenciájának:
{\displaystyle \operatorname {div} \;\mathbf {v} ={\frac {\partial v_{x}}{\partial x}}+{\frac {\partial v_{y}}{\partial y}}+{\frac {\partial v_{z}}{\partial z}}}
ahol vx, vy, vz a v három koordinátafüggvénye, mellyel v=(vx, vy, vz). Belátható, hogy ez a szám bázisfüggetlen. Akármilyen bázisban is írjuk fel a divergencia értékét, mindig ugyanaz a szám lesz. Ezt jól jellemzi, hogy a divergencia kifejezhető bázisoktól független módon is, határértékként:
{\displaystyle \operatorname {div} \;\mathbf {v} =\lim \limits _{{\mathcal {F}}\to \mathbf {r} }{\frac {1}{V}}\oint \limits _{\mathcal {F}}\mathbf {v} \,d\mathbf {F} }
ahol F az r pontot körülölelő, egyszeresen összefüggő tartományt bezáró felület, a bezárt tartomány térfogata V és ∫v dF pedig a v-nek az F felületre vonatkozó felületi integrálja (fluxus).
A divergencia előbbi kifejezéséből következik a következő integrálátalakító formula, melyet divergenciatételnek vagy matematikai Gauss-tételnek neveznek:
{\displaystyle \int \limits _{V}\operatorname {div} \,\mathbf {v} \,dV=\oint \limits _{\mathcal {F}}\mathbf {v} \,d\mathbf {F} }
azaz egy vektormező divergenciájának térfogati integrálja egy egyszeresen összefüggő tartományra egyenlő a vektormezőnek a tartomány zárt határfelületére vett felületi integráljával.

## Általános eset
Tekintsünk egy E véges dimenziós normált teret és benne egy nyílt halmazon értelmezett v : E{\displaystyle \mapsto }E differenciálható függvényt. Az ilyen függvényt is vektormezőnek neveznek. Ekkor létezik egy kitüntetett lineáris leképezés Hom(E,E)-ben, melyet kanonikus nyomformának nevezünk és Tr-rel (Trace) vagy Sp-val (Spur) jelölünk. Ezt az tünteti ki, hogy minden x ∈ E elemre és A ∈ Hom(E,E) invertálható leképezésre teljesül:
{\displaystyle \operatorname {Tr} (AxA^{-1})=\operatorname {Tr} (x)\,}
azaz a bázistranszformációra nézve invariáns.
A v függvény divergenciája egy a pontban definíció szerint, a nyomforma és a differenciál kompozíciója:
{\displaystyle \operatorname {div} \,\mathrm {v} =\mathbf {Tr} \circ D\mathrm {v} (a)}
Mivel a differenciál (deriválttenzor) is invariáns a bázistranszformációra, ezért a divergencia is az.

## Indexes írásmód
A divergencia, mint v {\displaystyle \mapsto } div v differenciáloperátor kifejezhető a ∇ (nabla) formalizmussal. Eszerint,
{\displaystyle \operatorname {div} \,\mathbf {v} =\nabla \cdot \mathbf {v} }
skalárszorzással, vagy az indexes írásmódban, illetve az Einstein-konvenció értelmében:
{\displaystyle \operatorname {div} \,\mathbf {v} =\sum \limits _{i=1}^{3}\partial _{i}v_{i}=[{\mbox{Einstein-konv.}}]=\partial _{i}v_{i}}

## Azonosságok
- {\displaystyle \operatorname {div} \,{\vec {c}}=0}
- {\displaystyle \operatorname {div} \,(c\cdot {\vec {F}})=c\cdot \operatorname {div} \,{\vec {F}}}
- {\displaystyle \operatorname {div} \,({\vec {F}}+{\vec {G}})=\operatorname {div} \,{\vec {F}}+\operatorname {div} \,{\vec {G}}}
- {\displaystyle \operatorname {div} \,(u\cdot {\vec {F}})=\operatorname {grad} \,u\cdot {\vec {F}}+u\cdot \operatorname {div} \,{\vec {F}}}
- {\displaystyle \operatorname {div} ({\vec {F}}\times {\vec {G}})={\vec {G}}\,\operatorname {rot} \,{\vec {F}}-{\vec {F}}\,\operatorname {rot} \,{\vec {G}}}